# Бакович, Бранко
Бра́нко Ба́кович (серб. Бранко Баковић / Branko Baković; 31 августа 1981, Крагуевац, СФРЮ) — сербский футболист, защитник.

## Карьера

### Клубная
Воспитанник сербского футбола. Начал профессиональную карьеру в клубе «Раднички» из города Крагуевац. Позже играл за белградский ОФК. С 2006 года по 2007 год играл в аренде китайских клубах «Чэнду Уню» и «Шаньдун Лунэн». Летом 2007 года перешёл в румынскую «Политехнику» из города Яссы. В феврале 2008 года перешёл в ахтырский «Нефтяник-Укрнефть», подписал контракт на 1,5 года. В чемпионате Украины дебютировал 22 марта 2008 года в матче против львовских «Карпат» (0:0). Зимой 2009 года перешёл в «Раднички» (Крагуевац). Летом 2009 года перешёл в боснийский клуб «Славия» из Сараево.

### В сборной
Провёл 9 матчей и забил 2 гола в молодёжной сборной Сербии и Черногории до 21 года.